# Trofeo Laigueglia 1986
Il Trofeo Laigueglia 1986, ventitreesima edizione della corsa, si svolse il 18 febbraio 1986, su un percorso di 150 km. La vittoria fu appannaggio dell'italiano Mauro Longo, che completò il percorso in 4h00'00", precedendo i connazionali Giuseppe Calcaterra e Roberto Pagnin.
I corridori che presero il via da Laigueglia furono 109, mentre coloro che portarono a termine il percorso sul medesimo traguardo furono 47.

## Ordine d'arrivo (Top 10)
| Pos. | Corridore           | Squadra                | Tempo    |
| ---- | ------------------- | ---------------------- | -------- |
| 1    | Mauro Longo         | Malvor-Bottecchia      | 4h00'00" |
| 2    | Giuseppe Calcaterra | Atala-Ofmega           | a 2"     |
| 3    | Roberto Pagnin      | Malvor-Bottecchia      | s.t.     |
| 4    | Flavio Chesini      | Magniflex-Centroscarpa | s.t.     |
| 5    | Daniele Asti        | Magniflex-Centroscarpa | s.t.     |
| 6    | Franco Ballerini    | Magniflex-Centroscarpa | s.t.     |
| 7    | Emanuele Bombini    | Vini Ricordi           | s.t.     |
| 8    | Giovanni Mantovani  | Vini Ricordi           | s.t.     |
| 9    | Primož Čerin        | Malvor-Bottecchia      | s.t.     |
| 10   | Rudy Pevenage       | Del Tongo-Colnago      | s.t.     |